# Liste der Naturdenkmale in Neuberg (Hessen)
Die Liste der Naturdenkmale in Neuberg (Hessen) nennt die in der Gemeinde Neuberg im Main-Kinzig-Kreis gelegenen Naturdenkmale.
| Bild | Bezeichnung                  | Ortsteil, Lage                               | Beschreibung | Art                       | Nr.    |
| ---- | ---------------------------- | -------------------------------------------- | ------------ | ------------------------- | ------ |
| BW   | Bismarckeiche                | Rüdigheim 50° 12′ 12″ N, 8° 58′ 25,8″ O      |              |                           | 435192 |
| BW   | Pyramideneiche und Bergahorn | Ravolzhausen 50° 11′ 28,3″ N, 8° 59′ 40,7″ O |              | Pyramideneiche, Bergahorn | 435196 |

## Belege
1. ↑  
Naturdenkmale im Main-Kinzig-Kreis. (PDF; 74 kB) Umweltbericht MKK. Main-Kinzig-Kreis, August 2015, archiviert vom Original (nicht mehr online verfügbar) am 24. Januar 2016; abgerufen am 22. Januar 2016.

- Karte mit allen Koordinaten:
- OSM |
- WikiMap